# Кано Сансецу
Кано Сансецу (яп. 狩野山雪; нар. 1589 — пом. 1651) — японський художник початку періоду Едо.

## Життєпис
Народився 1589 року в провінції Хідзен. При народженні звався Сенґа Хата. Невдовзі його родина перебралася до Осаки. Коли хлопчикові було 16 років, його батько помер. Тоді його стрийко попросив голову школи Кіото-Кано Кано Санраку взяти хлопчика до себе в учні. Після цього він прийняв ім'я Кано Хейсіро. Учитель високо оцінив талант в живопису свого учня. Після смерті свого сина Кано Міцунорі, 1619 року Кано Санраку одружив свого учня зі своєю донькою і всиновив його, тоді Хейсіро змінив ім'я на Сансецу.
Сансецу часто працював спільно з Кано Санраку над розписами стін. 1629 року разом з іншими представниками своєї школи працював над сувоєм «Історія храму Таїма». Після Кано Санраку Сансецу став лідером школи Кіото-Кано. Близько 1647 року він отримав почесне звання хоккьов живопису. Майже перед смертю з невідомих на цей час причин Кано Сансецу опинився у в'язниці. Хоча йому вдалося вибратися звідти, незабаром після цього він помер у 1651 році. Справу продовжив його син Кано Ейно.

## Творчість

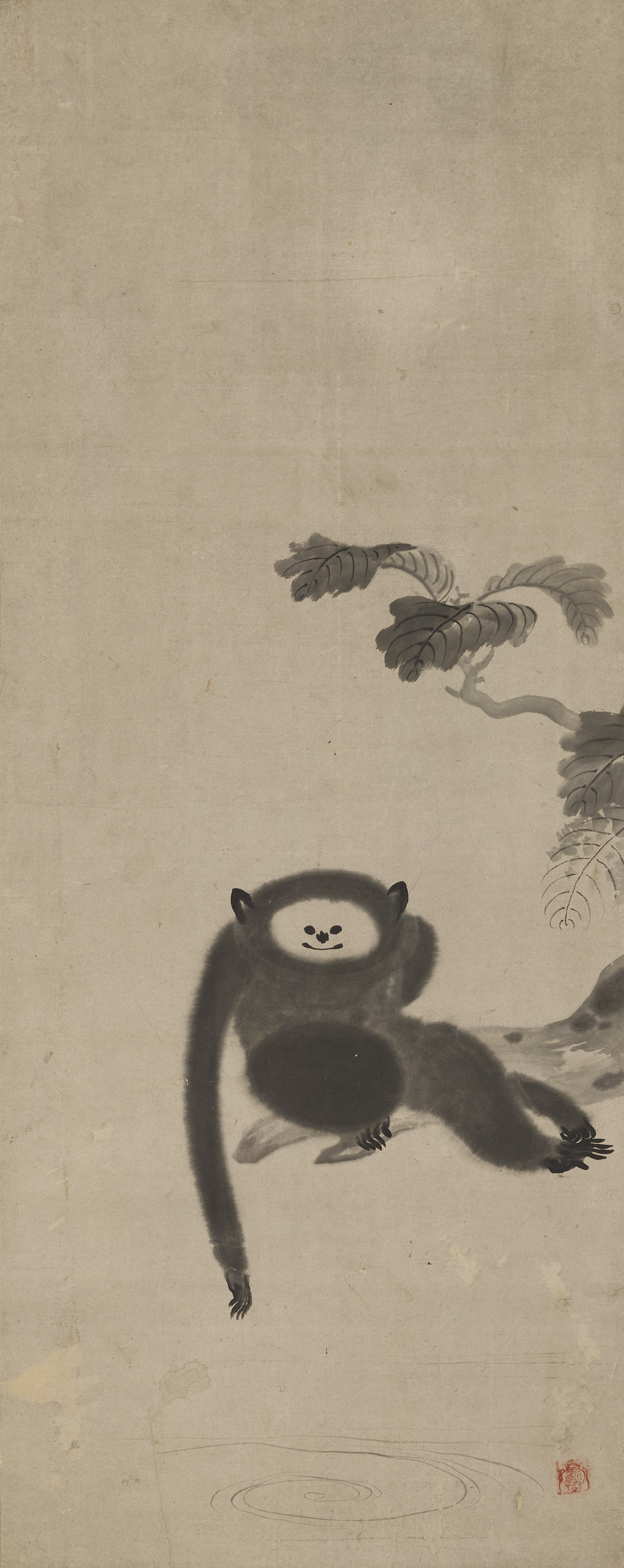

Створював багаті розписи на фусума і ширмах яскравими фарбами по золотому фону. Прикладом зі збережених робіт є розпис на фусума «Сливові дерева і птахи», для створення якої використовувалися туш, фарби і золото (зберігається в Метрополітен-музеї). Композиція твору віддає данину образам дерев Кано Ейтоку з вигнутими стовбурами. Розпис створювалася для монастиря Мьосін-дзі в Кіото. Іншими значними роботами є ширма «Водяні птахи на березі», розпис — дверних панелей «Квіти і птахи» в монастирі Мьокіан біля Кіото, фусума «Пейзаж з фігурами» в монастирі Тенкуїн в Кіото (1631 рік), «Два голуба і старе дерево» в монастирі Дайцу-дзі, «Великі конфуціанці в різні часи» для конфуціанської зали в Едо на замовлення родини хаясі (1632 рік), дві панелі на буддистську тематику для монастиря Тофуку-дзі в Кіото.
Талант художника у роботі тушшю розвинувся в повній мірі. Він обирав буддійські і конфуціанські сюжети, а також зображення птахів. Тут розвинулася яскрава індивідуальність, впевнене володінням пензлем, сильний характер малюнка. На думку деяких дослідників, Сансецу можна вважати одним з перших художників-ексцентриків Японії, його роботи мали великий вплив на художників Іто Дзякутю і Соґа Сьохаку.